# Ratusz w Tomaszowie Mazowieckim
Ratusz w Tomaszowie Mazowieckim – budynek zaprojektowany przez Aleksandra Ranieckiego, wybudowany w latach 1925–1927, piętrowy; fasada zdobiona attyką, wewnątrz hall wsparty na kolumnach i piękna sala posiedzeń z galerią dla publiczności. Kamień węgielny pod budowę ratusza poświęcił prezydent RP, Stanisław Wojciechowski.

## Literatura
- Ratusz w Tomaszowie Mazowieckim, Echo Mazowieckie 1927, R. 2, nr 33 (z dnia 20-08-1927), s. 42-46 (w tekście 4 fotografie z roku 1927).
- Jan Piotr Dekowski, Jerzy Jastrzębski, Tomaszowski Mazowiecki. Przewodnik po mieście i okolicy, Tomaszów Mazowiecki 1935, s. 44-46 (3 fot., wnętrza).